# The Spencer Davis Group

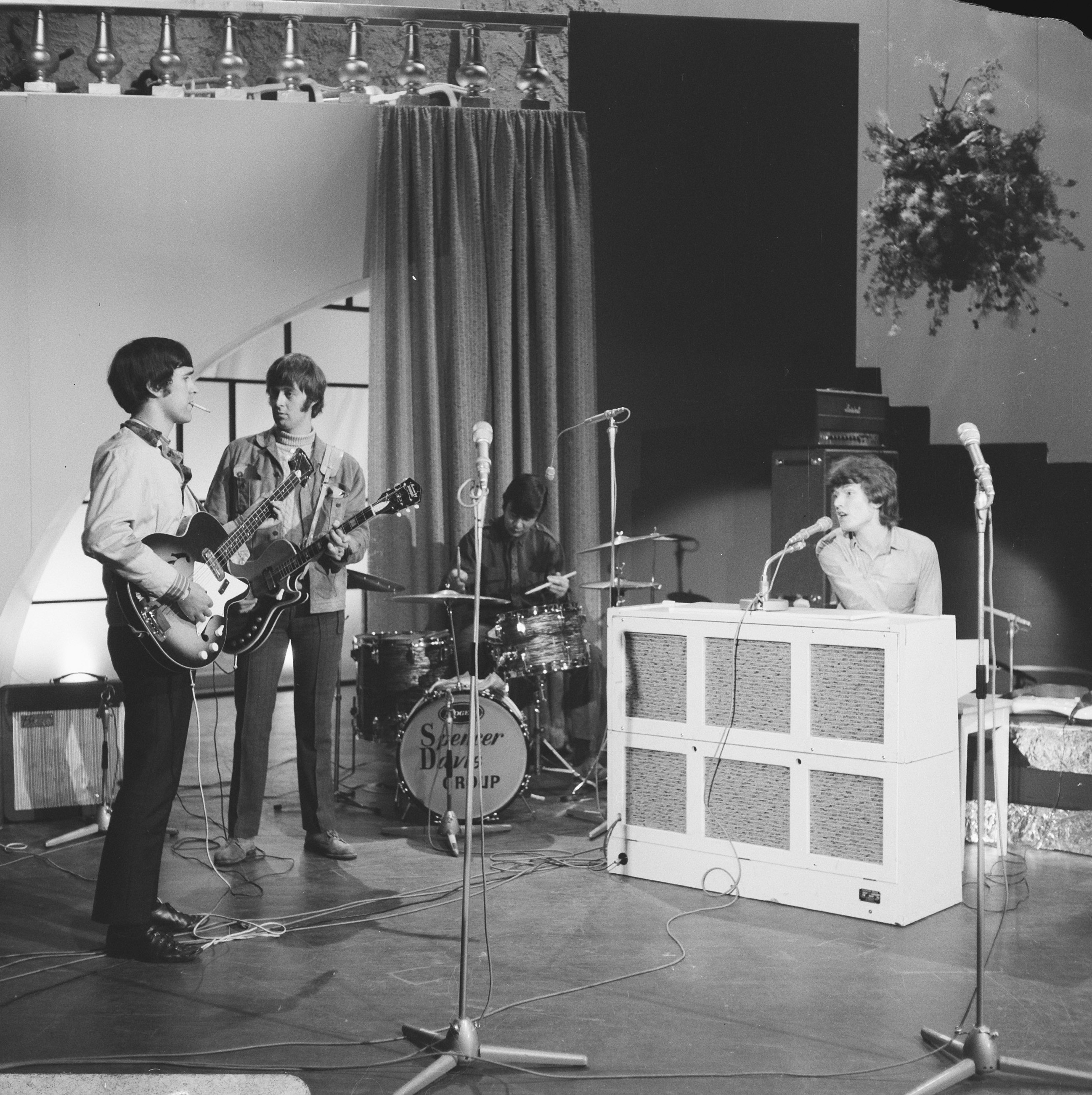
Spencer Davis Group in 1966, oefent in Amsterdam

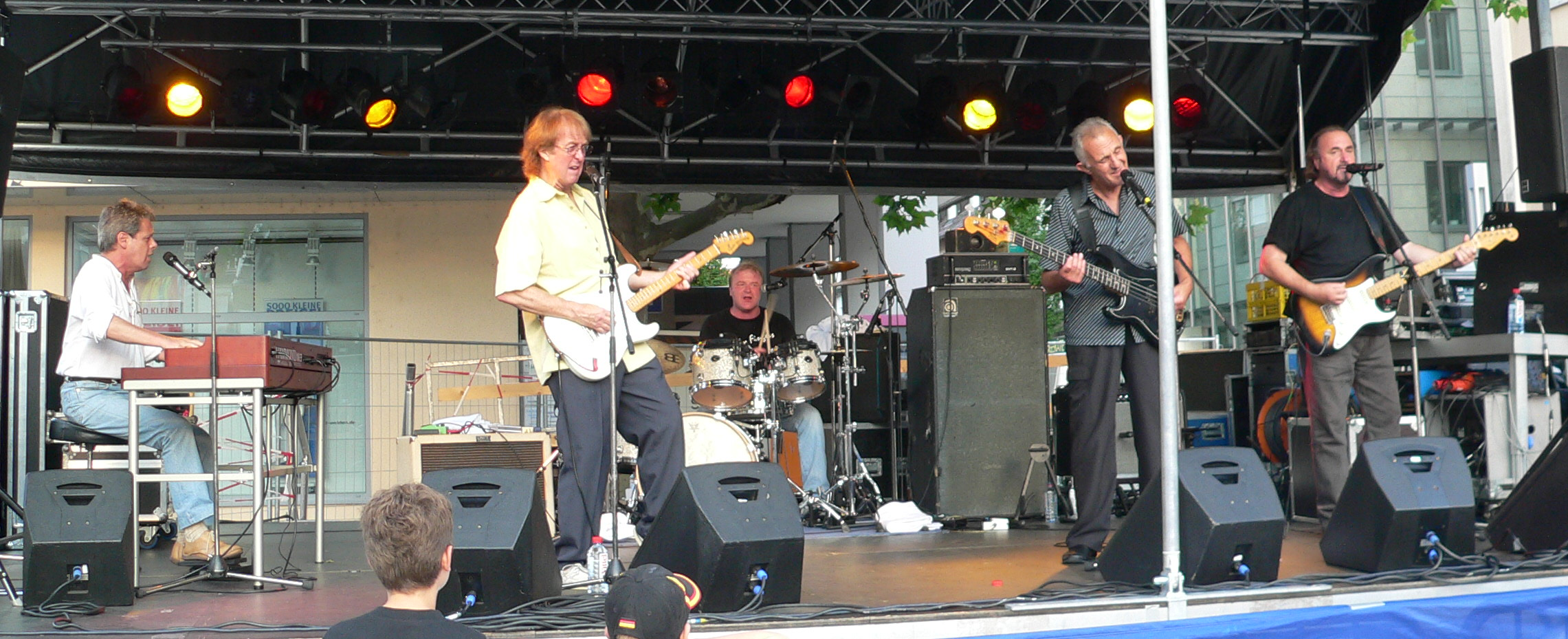
Spencer Davis Group in 2006

The Spencer Davis Group is een Britse band die zijn grootste successen had in het midden van de jaren zestig van de 20e eeuw. De naamgever van de band is Spencer Davis uit Wales.

## Geschiedenis
Rond zijn 20e verjaardag vertrekt Davis vanuit Wales naar Birmingham dat een ware broedplaats is voor de popmuziek in de daaropvolgende jaren. In 1963 komen leden van de Excelsior Jazz Band (met Spencer Davis, Pete York, Roy Stevens, Don Campbell en John Williams) en Muff Woody Jazz Band (waarin de broertjes Winwood speelden) bij elkaar en de Rhythm and Blues Quartet, later omgedoopt tot The Spencer Davis Group is gevormd:
- Steve Winwood – zang, toetsen, gitaar;
- Muff Winwood – zang, basgitaar;
- Spencer Davis – zang, gitaar;
- Pete York – slagwerk.

Ze worden het "huisorkest" van een plaatselijk rhythm-and-bluescafé en wisselen in mei 1964 de semi-beroepsstatus om naar volledig beroeps (Steve Winwood is dan 16 jaar!). Er volgen een aantal singles die nog geen succes hebben, maar met Keep On Running is het raak: nummer 1 in Engeland. Het is niet de laatste, er volgt een lijst van hits, niet alleen in Engeland, maar ook in de Verenigde Staten.
In 1967 valt deze samenstelling uit elkaar. Island Records zit namelijk achter de gebroeders Winwood aan. Steve Winwood gaat naar Traffic; Muff Winwood wordt producer bij het label. Dit blijkt de doodsteek voor de band; die pruttelt nog wat door, wordt opgeheven en weer opgestart en weer opgeheven etc. In 1968 staat de groep samen met Traffic in voor de Soundtrack van de film 'Here We Go Round The Mulberry Bush'. Met de MK2 bezetting scoren ze nog een hit met 'Time Seller' die ook op de lp 'With Their New Face On' staat. Er wordt met gewijzigde bezetting (MK3) een lp opgenomen in 1969 die nooit officieel wordt uitgebracht ('Letters from Edith' / 'Funky') tenzij later in het cd tijdperk. In 1973 duikt de band opnieuw op met een sterke line-up (MK4) en er worden nog twee lp's opgenomen ('Gluggo' en 'Living In A Backstreet'). Sindsdien is er geen nieuw studiowerk meer verschenen, maar wel een hele rits
archief materiaal en live opnamen. Aanraders zijn de in 1995 verschenen 'Live In Europe 1973 - Catch You On The Rebop') en de in 2000 uitgebrachte archiefopnamen van de originele bezetting. Ook vandaag is de band nog actief met Davis, Hardin, Miller Anderson en Tim Hodgkinson. Pete York is er ondertussen niet meer bij en werd vervangen. Eddie Hardin overleed in 2015.

### MK1
De originele band bestaat uit:

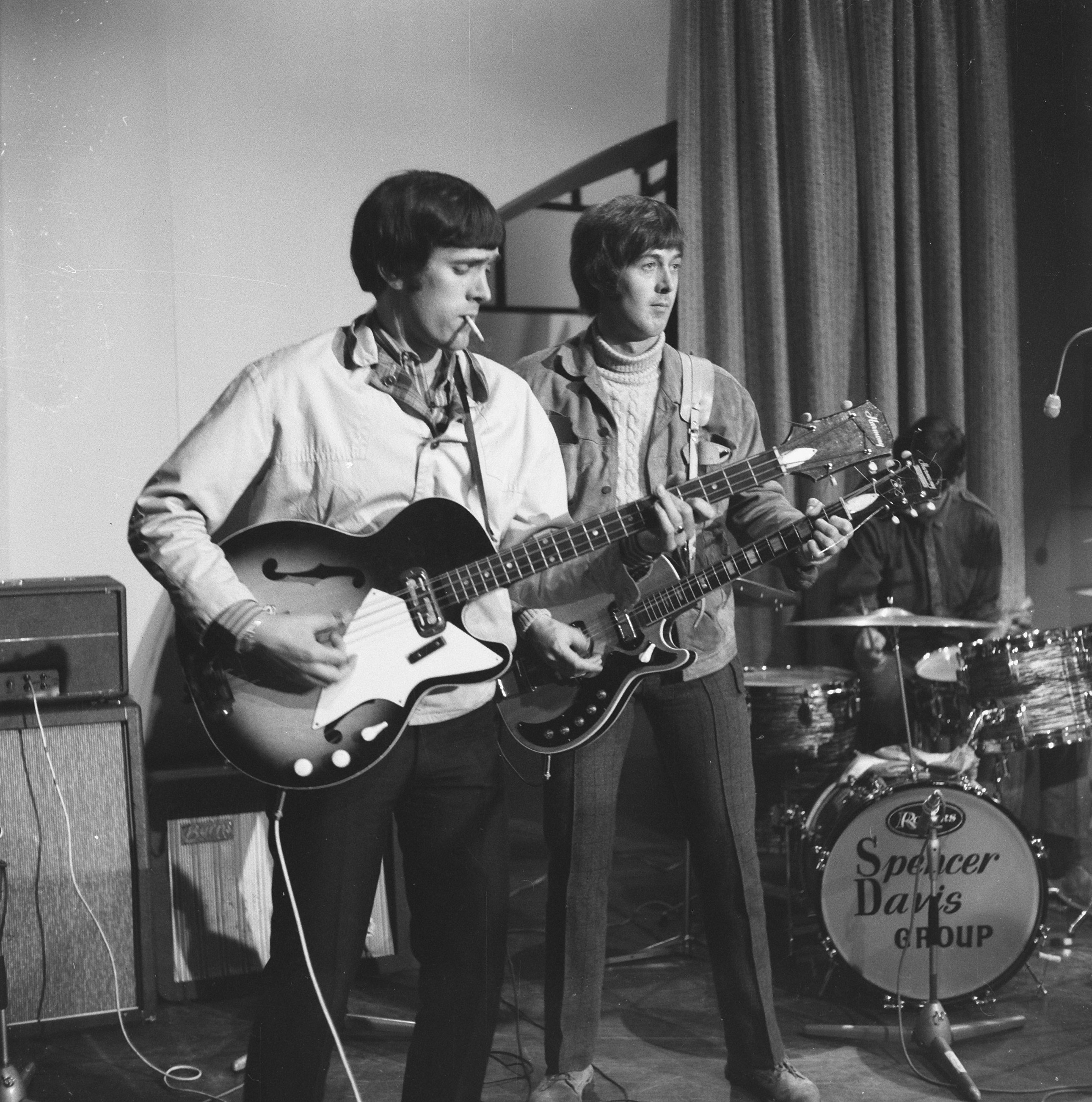
Muff Winwood (bas) en Spencer Davis (1966)

- Spencer Davis (zang, gitaar, harmonica)
- Stevie Winwood (zang, gitaar, piano, orgel)
- Muff Winwood (bas)
- Pete York (drums)

### MK2
De tweede versie van de band bestaat uit:
- Spencer Davis
- Pete York
- Phil Sawyer (ex-Les Fleur De Lys), al snel opgevolgd door Ray Fenwick – gitaar (Fenwick speelde in Tee Set en After Tea);
- Eddie Hardin - toetsen

Op de niet uitgebrachte lp 'Funky' spelen naast Davis en Fenwick Dee Murray (bas) en Nigel Olsson (drums) van de band van Elton John. Aan de keyboards vinden we ene Kirk Duncan en ook drummer Dave Hynes staat vermeld in de credits.

### MK3
De derde versie van de band bestaat uit:
- Spencer Davis
- Ray Fenwick
- Dee Murray (bas)
- Dave Hynes/Nigel Olsson (drums)
- Kirk Duncan (keyboards)

### MK4
De vierde versie van de band bestaat uit:
- Spencer Davis
- Pete York
- Ray Fenwick
- Eddie Hardin
- Charlie McCracken (bas)

## Discografie

### Singles
- 1964: Dimples
- 1964: I can't stand it
- 1964: Every little bit hurts
- 1964: Strong love
- 1965: Keep On Running
- 1966: Somebody help me
- 1966: When I come home
- 1966: Gimme Some Lovin' (2 versies)
- 1967: I'm a man (op een ep)
- 1967: Time seller
- 1968: Mr Second Class
- 1968: After tea
- 1968: Short Change
- 1973: Catch you on the Rebop

I'm a man werd later ook een hit van Chicago.

### Albums
- 1964: The Spencer Davis Group (MK1)
- 1965: The Second Album (MK1)
- 1966: Autumn '66 (MK1)
- 1967: I'm a man (op een ep), met Georgia on my mind; Nobody loves you when you're down and out (MK1)
- 1968: Here We Go Round The Mulberry Bush (8 nummers van Spencer Davis Group, 3 van Traffic en 1 van Andy Ellison)(MK2)
- 1968: With Their New Face On (MK2)
- 1969: Letters From Edith > niet uitgegeven, wel in 1994 op de cd 'Taking Out Of Time 1967-1969' (MK3)
- 1971: Funky > Amerikaanse versie van 'Letters From Edith', niet uitgegeven maar in 1971 doken toch exemplaren op in de US maar die werden al vlug uit de handel genomen. Later op cd en dubbel lp uitgebracht met bonus tracks. (MK3)
- 1973: Gluggo (MK4)
- 1974: Living in a Back Street (MK4)
- 1995: Live In Europe 1973 - Catch You On The Rebop (MK4)
- 2000: Mojo Rhythms & Midnight Blues - Radio Sessions 1965 - 1967 (MK1)
- 2000: Mojo Rhythms & Midnight Blues - Live Shows 1965 - 1966 (MK1)
- 2004: Live In Manchester (line-up: Davis, Hardin, York, Anderson, Hodgkinson)
- 2006: Official Bootleg (ook uitgegeven met extra dvd en onder de titel 'Live At Blues Garage')

### NPO Radio 2 Top 2000
| Nummers met noteringen in de NPO Radio 2 Top 2000 | '99  | '00  | '01  | '02  | '03  | '04  | '05  | '06  | '07  | '08  | '09 | '10  |
| ------------------------------------------------- | ---- | ---- | ---- | ---- | ---- | ---- | ---- | ---- | ---- | ---- | --- | ---- |
| Gimme Some Lovin'                                 | 1330 | 1024 | 1557 | 1550 | 1643 | 1742 | 1668 | 1643 | -    | 1856 | -   | 1918 |
| I'm a Man                                         | 1444 | -    | -    | 1167 | 1063 | 1484 | 1906 | -    | -    | -    | -   | -    |
| Keep On Running                                   | 1190 | 1177 | 1545 | 1539 | 1748 | 1509 | 1760 | 1933 | 1993 | 1738 | -   | -    |
| Time Seller                                       | -    | 1083 | 1207 | 1686 | -    | 1821 | -    | -    | -    | -    | -   | -    |

1. ↑  Een '-' betekent dat het nummer niet was genoteerd en een vetgedrukt getal geeft de hoogste notering van een nummer aan.
2. ↑  Deze tabel is bijgewerkt tot en met de laatste editie (2024).

## Bron
- Engelstalige Wikipedia gecontroleerd en aangevuld
- OOR's Pop-encyclopedie